# Central Masson Range
Central Masson Range är en bergskedja i Antarktis. Den ligger i Östantarktis. Australien gör anspråk på området.